# Chisináu
Chisináu (en rumano: Chișinău, pronunciado [kiʃiˈnəu̯]ⓘ) es la capital y el municipio más grande de Moldavia. Cuenta con una población estimada de 779 400 habitantes (2008), es el principal centro comercial e industrial. Es también la ciudad más poblada del país, la ciudad económicamente más desarrollada de Moldavia y uno de sus principales centros industriales y nudos de comunicación de la región. En ella se ubican las principales instituciones educativas del país.

## Toponimia
Según algunos historiadores, el nombre proviene de la antigua palabra rumana chișla ('fuente, manantial'), palabra que ya no se usa y ha sido reemplazada por cișmea, con el mismo significado y nouă ('nueva'), ya que se construyó junto a un pequeño manantial. Hoy en día, esta fuente está situada en la esquina de las calles Pushkin y Albișoara. Una etimología posible también es kesene, palabra cumana que significa  'cripta'.
Existe otra ciudad con un nombre parecido: Chișineu-Criș (con una ortografía alternativa: Chișinău) al oeste de Rumania, junto a la frontera con Hungría. Su relación con el nombre de la capital moldava no está claro, ya que su nombre húngaro es "Kisjenő" (kis 'pequeño' más el etnónimo Jenő), del cual parece derivar el nombre rumano.

## Historia
Fue fundada a comienzos del siglo XV, en 1436, como un pueblo monasterio, formando parte del Principado de Moldavia, el cual a comienzos del siglo XVI cayó bajo el Imperio otomano. A comienzos del siglo XIX era una pequeña villa de 7000 habitantes. En 1812 fue conquistada y ocupada por Rusia que la convirtió entonces en el centro administrativo de Besarabia, su población creció a 92 000 en 1862 y a 125 787 en 1900.

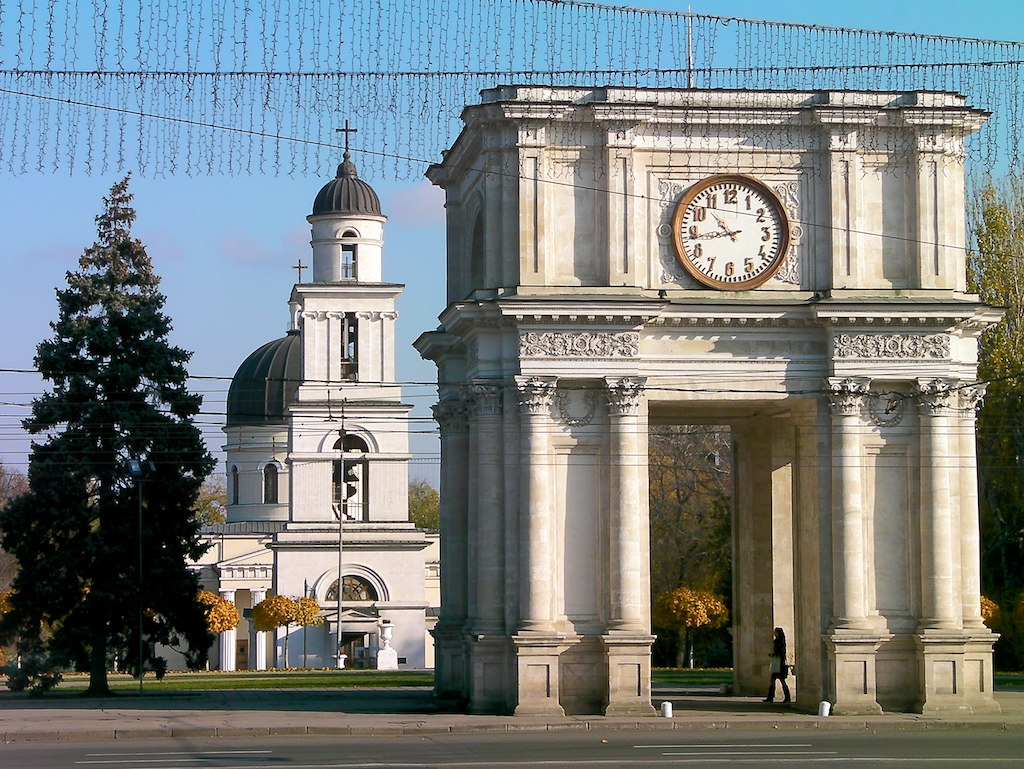
Catedral metropolitana y arco triunfal.

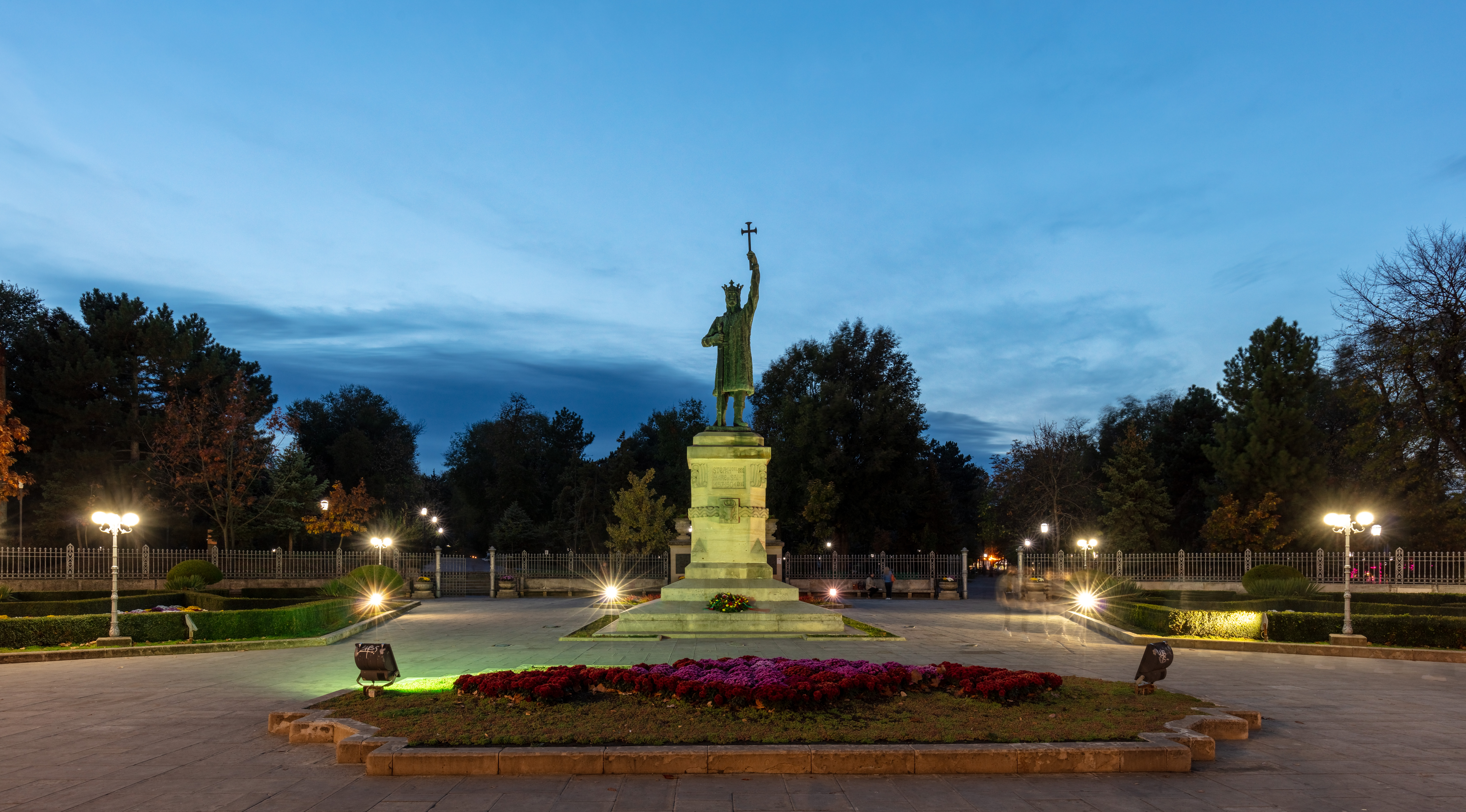
Monumento a Esteban III de Moldavia.

### Era industrial
A partir de 1834, la ciudad sufrió un radical cambio en su estructura, gracias a un plan de regeneración urbana, el cual dividió a la ciudad en dos áreas. La parte antigua de la ciudad, con sus construcciones irregulares y un nuevo centro y estación de comunicaciones. Entre el 23 de mayo de 1830 y el 13 de octubre de 1836 el arquitecto Avraam Melnikov construyó la Catedrala Nașterea Domnului, la Catedral ortodoxa rumana de la ciudad, y en 1840 fue terminado el arco de triunfo proyectado por el arquitecto Luca Zaușkevici. A estas construcciones siguieron las de muchos otros edificios y construcciones distintivas que cambiaron el aspecto de la ciudad. Igualmente, Chisináu fue un cuartel general ruso durante la Guerra Ruso-Turca de 1877-1878.

### Pogromo y prerrevolución
Hacia finales del siglo XIX, el sentimiento antijudío fue creciendo en Rusia y en Polonia, lo cual llevó a un gran número de judíos a establecerse en Chisináu. Para 1900, en 43 % de la población de la ciudad era judía, uno de los porcentajes más altos de la Europa de su tiempo.
En abril de 1903, tuvo lugar en la ciudad un estallido de antisemitismo que pasaría a la historia como el pogromo de Chisináu. Los eventos tuvieron una duración de tres días, durante los cuales fueron asesinados entre 47 y 49 judíos, 92 fueron severamente heridos y 500 recibieron heridas menores. Además cientos de casas y negocios propiedad de judíos fueron destruidos por los pobladores enardecidos. Todos estos excesos han sido atribuidos a la propaganda antisemita que propagaba el único periódico oficial de la época, el Bessarabets (Бессарабецъ), que incitó a esos actos. Las reacciones a estos acontecimientos fueron muchas, y entre ellas estuvieron una petición dirigida por el presidente de Estados Unidos, Theodore Roosevelt, al zar Nicolás II de Rusia.
El 22 de agosto de 1905 tuvo lugar otro acontecimiento sangriento, cuando las fuerzas policíacas abrieron fuego sobre una manifestación de unos 3000 trabajadores agrícolas. Unos meses después el zar Nicolás II se vio obligado a otorgar el Manifiesto de Octubre, que transformaba la autocracia rusa en una monarquía semi-constitucional. Sin embargo estas protestas conllevaron un nuevo brote de violencia antisemita, que dejó como saldo 19 muertes.

### Primera Guerra Mundial
Tras la Primera Guerra Mundial y la Revolución rusa, Besarabia declaró su independencia del Imperio ruso y se unió al Reino de Rumania, que como resultado de la victoria de los aliados en la guerra había duplicado su territorio, sin embargo ello significó la pérdida del estatus de capital para Chisináu.
Entre 1918 y 1940, se llevó a cabo una nueva remodelación del centro de la ciudad y en 1927 fue construido un monumento al príncipe Esteban III de Moldavia, realizado por el artista Alexandru Plămădeală.

### Segunda Guerra Mundial
Chisináu fue destruida casi por completo durante la Segunda Guerra Mundial.
De acuerdo al protocolo secreto del Pacto Ribbentrop-Mólotov, firmado por la Alemania nazi y la Unión Soviética, Alemania permitió que el 28 de junio de 1940 la ciudad fuese ocupada por el Ejército Rojo, después de que la Unión Soviética hubiese obligado al gobierno de Rumania a cederle nuevamente Besarabia y Bucovina. Apenas se había llevado a cabo la ocupación, la ciudad fue devastada por un terremoto ocurrido el 10 de noviembre de 1940 que tuvo una intensidad de 7.3° en la Escala de Richter y cuyo epicentro estuvo localizado en el oeste de Rumania.
Cerca de un año después, el 22 de junio de 1941, comenzó la invasión alemana a la Unión Soviética, durante esta campaña Chisináu fue atacada por cañoneros y bombardeos aéreos a gran escala por parte de las fuerzas alemanas, hasta que la resistencia del Ejército Rojo cesó y la ciudad finalmente cayó ante el ejército alemán el 17 de julio de 1941.
Bajo ocupación alemana, la población judía de Chisináu sufrió los asesinatos en masa que se llevaron a cabo en todas las ciudades de la región, muchos de los judíos de la ciudad fueron transportados a las afueras en camiones, fusilados y luego parcialmente enterrados en fosas comunes. El número de judíos asesinados en la ciudad se estima en 10 000.
Hacia el final de la guerra, el frente llegó una vez a la ciudad, esta vez ante el avance del Ejército Rojo frente a las fuerzas alemanas en retirada, y después de seis meses de cruenta lucha, Chisináu fue tomada por el Ejército Rojo el 24 de agosto de 1944. Para entonces, había perdido un 70 % de sus edificios, a causa de los ataques, bombardeos y el terremoto de 1940.
Con el fin de la guerra, Besarabia fue una vez más anexionada por la Unión Soviética, y su mayor parte constituyó la República Socialista Soviética de Moldavia, cuya capital fue establecida en Chisináu.

### Época soviética
Entre 1947 y 1949 el arquitecto soviético Alekséi Shchúsev en conjunto con un equipo de colaboradores, desarrolló un plan para la gradual reconstrucción de la ciudad.
Con el inicio de la década de 1950 se dio un rápido incremento de la población, a la que las autoridades soviéticas respondieron con la construcción de grandes conjuntos habitacionales de arquitectura estalinista. Este proceso continuó bajo el mandato de Nikita Jrushchov, cuyos proyectos de construcción se dieron bajo el lema "bueno, barato y rápido de construir". El nuevo estilo arquitectónico supuso un drástico cambio en el aspecto de la ciudad y que permanece hasta la actualidad, dominado por enormes bloques de edificios de hormigón de aspecto único, y que fueron característica de todas las grandes ciudades soviéticas.
El periodo de mayor desarrollo para la ciudad comenzó en 1971, a raíz de la decisión del Consejo de Ministros de la Unión Soviética, de tomar medidas para el desarrollo de Kishiniov, que se tradujo en la inversión de cerca de mil millones de rublos del presupuesto nacional en la ciudad, hasta 1991, cuando Moldavia se declaró independiente.

## Geografía
Chisináu está localizada en la rivera del río Bîc, un tributario del río Dniéster (en rumano Nistru). Tiene un área total de 120 km², y el total del área de la municipalidad es de 625 km².
La ciudad está localizada en el centro del territorio de Moldavia, el territorio que la circunda es mayormente plano y con muchas facilidades para la agricultura, se cultivan principalmente vid y árboles frutales, como se ha hecho desde la época medieval.
Es la ciudad con la mayor proporción de espacios verdes entre las mayores ciudades de Europa.[cita requerida]

### Clima
Chisináu tiene una clima continental, que se caracteriza por veranos calientes y secos, e inviernos fríos y ventosos. Las temperaturas invernales rondan frecuentemente los 0 °C y llegan a descender hasta los -10 °C. En verano la temperatura promedio es de 21 °C, sin embargo a mitad del verano la ciudad llega a registrar temperaturas de 35 °C. Durante los meses de verano la precipitación pluvial y la humedad es muy baja, y las tormentas son frecuentes. Durante la primavera y el otoño, con temperaturas de 15 a 20 °C, las precipitaciones son mayores. Las horas de sol rondan las 2200 horas anuales.
| Parámetros climáticos promedio de Chisináu (1991-2020) | Parámetros climáticos promedio de Chisináu (1991-2020) | Parámetros climáticos promedio de Chisináu (1991-2020) | Parámetros climáticos promedio de Chisináu (1991-2020) | Parámetros climáticos promedio de Chisináu (1991-2020) | Parámetros climáticos promedio de Chisináu (1991-2020) | Parámetros climáticos promedio de Chisináu (1991-2020) | Parámetros climáticos promedio de Chisináu (1991-2020) | Parámetros climáticos promedio de Chisináu (1991-2020) | Parámetros climáticos promedio de Chisináu (1991-2020) | Parámetros climáticos promedio de Chisináu (1991-2020) | Parámetros climáticos promedio de Chisináu (1991-2020) | Parámetros climáticos promedio de Chisináu (1991-2020) | Parámetros climáticos promedio de Chisináu (1991-2020) |
| Mes                                                    | Ene.                                                   | Feb.                                                   | Mar.                                                   | Abr.                                                   | May.                                                   | Jun.                                                   | Jul.                                                   | Ago.                                                   | Sep.                                                   | Oct.                                                   | Nov.                                                   | Dic.                                                   | Anual                                                  |
| ------------------------------------------------------ | ------------------------------------------------------ | ------------------------------------------------------ | ------------------------------------------------------ | ------------------------------------------------------ | ------------------------------------------------------ | ------------------------------------------------------ | ------------------------------------------------------ | ------------------------------------------------------ | ------------------------------------------------------ | ------------------------------------------------------ | ------------------------------------------------------ | ------------------------------------------------------ | ------------------------------------------------------ |
| Temp. máx. abs. (°C)                                   | 15.5                                                   | 20.7                                                   | 25.7                                                   | 31.6                                                   | 35.9                                                   | 37.5                                                   | 42.1                                                   | 43.1                                                   | 37.3                                                   | 32.6                                                   | 23.8                                                   | 18.3                                                   | 43.1                                                   |
| Temp. máx. media (°C)                                  | 1.1                                                    | 3.4                                                    | 9.2                                                    | 16.4                                                   | 22.3                                                   | 26.1                                                   | 28.4                                                   | 28.3                                                   | 22.3                                                   | 15.5                                                   | 8.1                                                    | 2.7                                                    | 15.3                                                   |
| Temp. media (°C)                                       | -1.8                                                   | -0.2                                                   | 4.5                                                    | 11.0                                                   | 16.8                                                   | 20.7                                                   | 22.9                                                   | 22.6                                                   | 17.0                                                   | 10.8                                                   | 4.8                                                    | -0.2                                                   | 10.7                                                   |
| Temp. mín. media (°C)                                  | -4.2                                                   | -3.0                                                   | 0.7                                                    | 6.3                                                    | 11.8                                                   | 15.9                                                   | 17.9                                                   | 17.5                                                   | 12.5                                                   | 7.1                                                    | 2.1                                                    | -2.5                                                   | 6.8                                                    |
| Temp. mín. abs. (°C)                                   | -28.4                                                  | -28.9                                                  | -21.1                                                  | -6.6                                                   | -1.1                                                   | 3.6                                                    | 7.8                                                    | 5.5                                                    | -2.4                                                   | -10.8                                                  | -21.6                                                  | -22.4                                                  | -28.9                                                  |
| Precipitación total (mm)                               | 36                                                     | 31                                                     | 35                                                     | 39                                                     | 54                                                     | 65                                                     | 67                                                     | 49                                                     | 48                                                     | 47                                                     | 43                                                     | 41                                                     | 555                                                    |
| Nevadas (cm)                                           | 7                                                      | 6                                                      | 3                                                      | 0                                                      | 0                                                      | 0                                                      | 0                                                      | 0                                                      | 0                                                      | 0                                                      | 1                                                      | 3                                                      | 20                                                     |
| Días de lluvias (≥ 1 mm)                               | 8                                                      | 7                                                      | 11                                                     | 13                                                     | 14                                                     | 14                                                     | 12                                                     | 10                                                     | 10                                                     | 11                                                     | 12                                                     | 10                                                     | 132                                                    |
| Días de nevadas (≥ 1 mm)                               | 13                                                     | 13                                                     | 8                                                      | 1                                                      | 0.03                                                   | 0                                                      | 0                                                      | 0                                                      | 0                                                      | 0.4                                                    | 5                                                      | 11                                                     | 51.4                                                   |
| Horas de sol                                           | 75                                                     | 80                                                     | 125                                                    | 187                                                    | 254                                                    | 283                                                    | 299                                                    | 295                                                    | 226                                                    | 169                                                    | 75                                                     | 58                                                     | 2126                                                   |
| Humedad relativa (%)                                   | 82                                                     | 78                                                     | 71                                                     | 63                                                     | 60                                                     | 63                                                     | 62                                                     | 60                                                     | 66                                                     | 73                                                     | 81                                                     | 83                                                     | 70.2                                                   |
| Fuente n.º 1: Погода и климат                          |                                                        |                                                        |                                                        |                                                        |                                                        |                                                        |                                                        |                                                        |                                                        |                                                        |                                                        |                                                        |                                                        |
| Fuente n.º 2: NOAA (Horas de sol, 1961-1990)           |                                                        |                                                        |                                                        |                                                        |                                                        |                                                        |                                                        |                                                        |                                                        |                                                        |                                                        |                                                        |                                                        |

## Administración

### Organización territorial

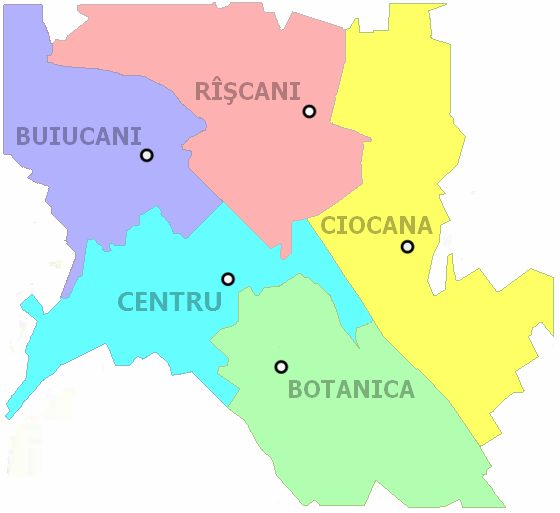
Los cinco sectores de Chisináu.

Moldavia está subdividida administrativamente en 32 distritos, 2 regiones y 3 municipalidades, siendo Chisináu uno de ellos. Además de la ciudad en sí, la municipalidad consta de otras 34 localidades suburbanas, y está subdividida en 5 sectores, cada uno compuesto por una parte de la ciudad y varios suburbios. La municipalidad en su totalidad elige a un alcalde y un concejo local, quienes nombran cinco pretores (magistrados), uno para cada sector. Los cinco sectores de Chisináu, y los suburbios que comprenden son:
| N.º | Sector   | Superficie (km²) | Población (aprox.) |
| --- | -------- | ---------------- | ------------------ |
| 1   | Centru   | 76 km²           | 110 300            |
| 2   | Buiucani | 134 km²          | 160 000            |
| 3   | Rîșcani  | 55,13 km²        | 162 500            |
| 4   | Ciocana  | 158,7 km²        | 152 000            |
| 5   | Botanica | 148 km²          | 210 000            |

- Botanica: formado por Sîngera (Dobrogea y Revaca) y Băcioi (Brăila, Frumușica y Străisteni).
- Buiucani: formado por Durlești, Vatra, Condrița, Ghidighici y Trușeni (Dumbrava).
- Centru: formado por Codru.
- Ciocana: formado por Vadul lui Vodă, Bubuieci (Bîc y Humulești), Budești (Văduleni), Colonița, Cruzești (Ceroborta), Tohatin (Buneți y Cheltuitori)
- Rîșcani: formado por Cricova, Ciorescu (Făurești y Goian), Grătiești (Hulboaca) y Stăuceni (Goianul Nou).

Como se puede ver, solo 18 de las 34 localidades están incorporadas (6 como ciudades y 12 como comunas), eligiendo un alcalde y un consejo local, y contienen dentro de ellas el resto de las 16 localidades.

### Política y gobierno

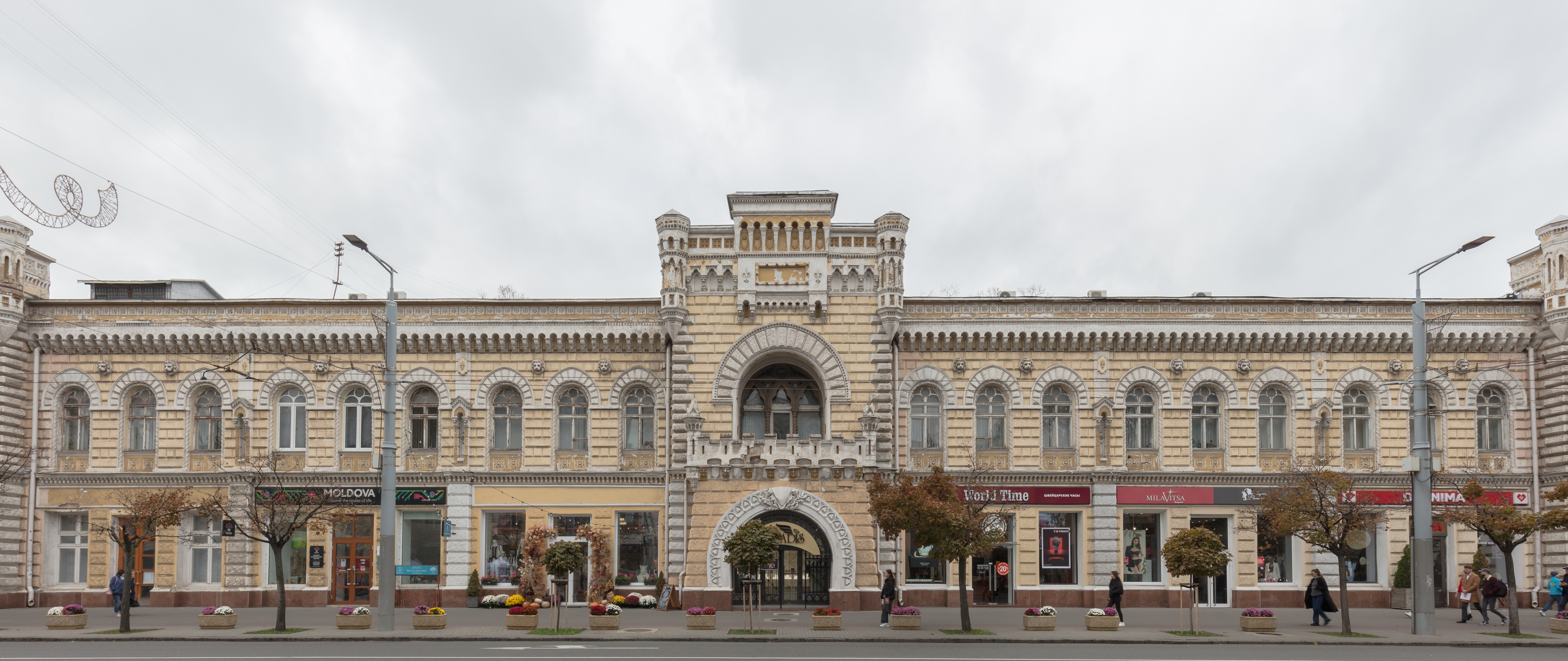
Ayuntamiento de Chisináu.

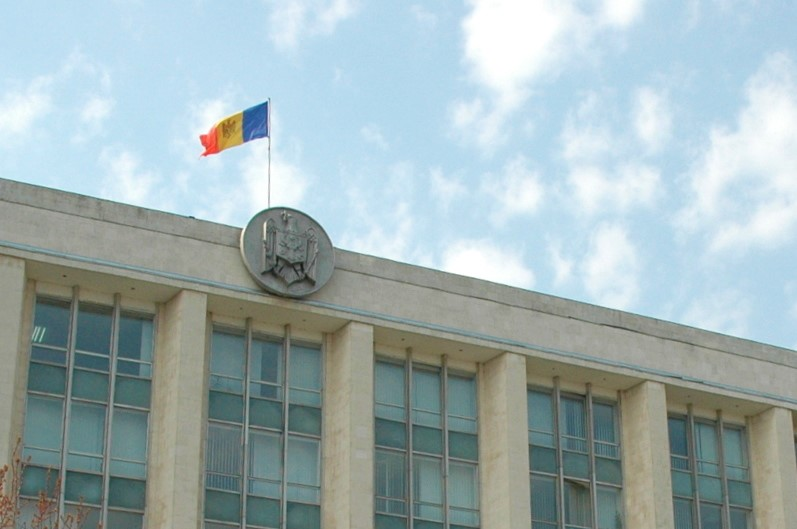
Edificios gubernamentales de la ciudad.

Chisináu es administrada por un Consejo Municipal y un alcalde, ambos electos por un periodo de cuatro años. El primer alcalde en desempeñar tales funciones fue Angel Nour en 1817, y el municipio continuó en funciones hasta 1941. Al concluir la era soviética se restableció la institucionalidad en 1990, cuando Nicolae Costin fue elegido democráticamente.
El actual alcalde es Vasili Ursu, quien se desempeñó como alcalde suplente y continúa como tal, ya que en las elecciones realizadas no se ha alcanzado el cuórum requerido para su designación definitiva. Su predecesor en el cargo es Serafim Urechean, quien fue elegido para el cargo de diputado en las elecciones de abril de 2005. Bajo la constitución moldava los cargos de alcalde y congresistas no pueden ser desempeñados de forma simultánea, y dado su rol como líder de la alianza política Bloque Democrático Moldavo renunció a su cargo para poder asumir su puesto en el parlamento. Durante su mandato de 11 años, el cesado alcalde patrocinó la reconstrucción de la iglesia catedral de Nașterea Domnului, además de fomentar la instalación de líneas de trolebúses, con el fin de interconectar los distintos distritos de la ciudad.
Entre el 23 de mayo y el 10 de junio de 2005, la Comisión Central Electoral recibió distintas candidaturas para el puesto de alcalde, pero en las elecciones realizadas el 10 de julio, 24 de julio, 27 de noviembre y 11 de diciembre de aquel año, no se alcanzó el cuórum de una tercera parte de los electores necesarios para validar la elección al tener unas participaciones del 26,93 %, 19,82 %, 22,37 % y 22,07 % respectivamente. Teniendo presente esos resultados y ante el limbo electoral, la Comisión determinó que el alcalde suplente ejerciera su cargo en propiedad, probablemente hasta las elecciones programadas para el año 2007.

## Transporte

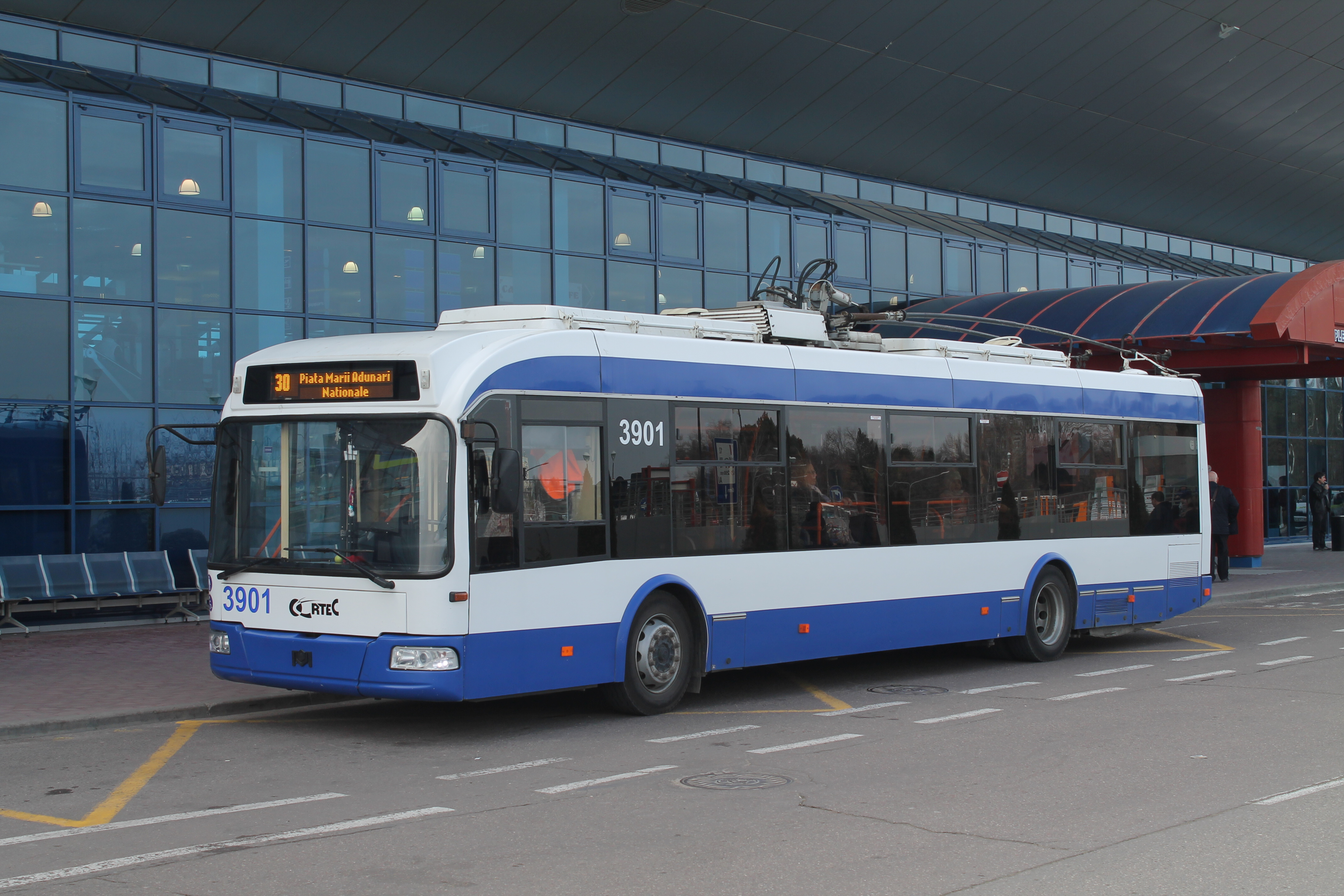
Trolebús en Chisináu.

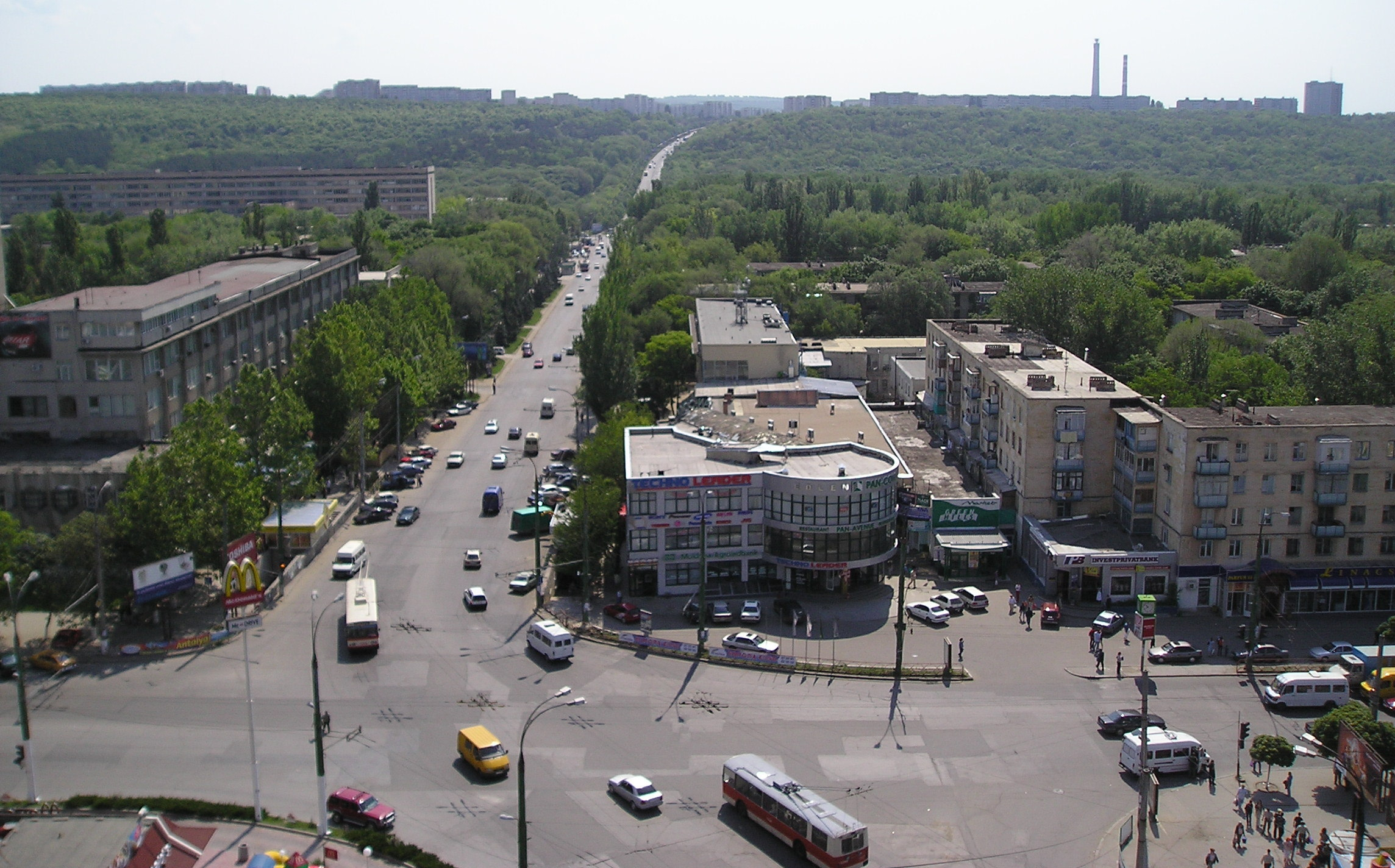
Calle Alecu Russo en el distrito de Rîșcani de Chisináu.

### Aeropuerto
La ciudad posee un aeropuerto internacional (Aeropuerto Internacional de Chisináu), con vuelos directos hacia ciudades como Atenas, Barcelona,  Bucarest, Budapest, Fráncfort, Estambul, Kiev, Lisboa, Lárnaca, Aeropuerto de Londres-Stansted, Madrid, Moscú, París, Praga, Roma, Tel Aviv, Verona y Viena. La capacidad total del aeródromo es de 1 200 000 pasajeros por año.

### Autobús y minibús
El medio de transporte más popular de Moldavia es el autobús. El servicio de Chisináu puede llegar a ser bastante caro en determinadas horas del día. En la ciudad existen tres estaciones principales, desde donde parten autobuses hacia otras partes del país. Además, algunas compañías llevan a cabo servicios internacionales, entre los que se encuentran Odesa (Ucrania) y Bucarest (Rumanía).
Dentro de la ciudad, existen varias líneas de minibús que conectan el centro con los barrios de las afueras. Pasan en una media de diez minutos y la carrera cuesta unos tres lei.

### Tren
Existe una terminal internacional de ferrocarril, con conexiones a Bucarest, Kiev, Minsk, Odesa y Moscú. Debido al conflicto entre Moldavia y la Transnistria (no reconocida internacionalmente), el tráfico ferroviario con Ucrania puede estar cortado en algunos momentos.

### Transporte urbano
Dentro de la ciudad es posible desplazarse por taxi, trolebús y microbús. En la actualidad el precio de un billete de trolebús es de 2 lei mientras que de microbús es de 3 lei. Los dos transportes siguen un recorrido prefijado, la diferencia estriba en que el trolebús tiene paradas prefijadas mientras que el microbús para donde el pasajero le indica.

## Demografía

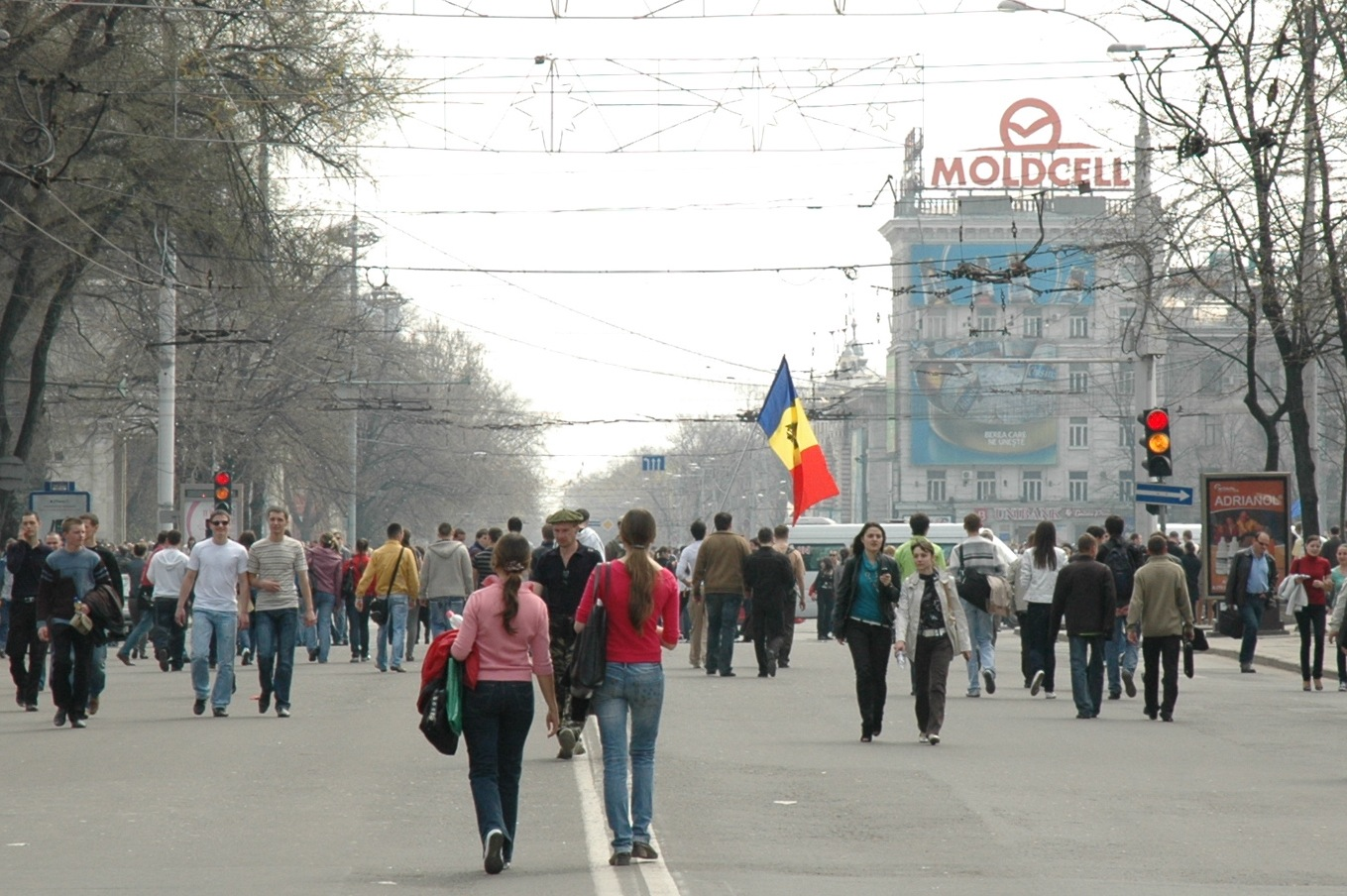
La población de Chisináu está compuesta por diversos grupos étnicos.

Según el censo de 2004, la municipalidad de Chisináu tenía 712 218 habitantes, de los cuales, 589 446 vivían en la ciudad en sí. Los resultados estimativos del 1 de enero de 2011 indicaron que la población de la municipalidad era de 664 700 habitantes, mientras que en los límites propios de la ciudad de Chisináu vivían 789 500 habitantes, lo que supone un incremento con respecto al censo de 2004.
Según ese mismo censo, la población de Chisináu se divide en varios grupos étnicos.
- 67,6 % moldavos
- 13,9 % rusos
- 8,3 % ucranianos
- 4,5 % rumanos
- 1,2 % búlgaros
- 0,9 % gagauzos
- 1,6 % otros
- 1,9 % sin declarar

Los datos del censo oficial reflejaban un 67,6 % de moldavos y un 4,5 % de rumanos. Sin embargo, debido a que el estatus étnico moldavo aún se discute en el seno de organizaciones como la OSCE, algunas publicaciones como The World Factbook presentan los datos en conjunto. Según la agencia de noticias "Moldova Azi", un grupo internacional de expertos sobre censos describieron al censo moldavo de 2004 como "en general llevado a cabo de forma profesional", aunque remarcaron que "ciertos aspectos […] fueron potencialmente problemáticos", particularmente:
1. El censo incluye al menos a algunos moldavos que llevan viviendo en el extranjero más de un año antes de la celebración del censo.
2. La precisión de las cifras sobre nacionalidad/etnicidad e idioma son discutibles. Algunos censores aparentemente recomendaron a los censados que se declarasen "moldavos" en vez de "rumanos", e incluso dentro de una misma familia aparecen datos contradictorios al respecto. Tampoco queda claro cuántos de los censados consideran que el término "moldavo" significa algo distinto a la identidad étnica "rumana".

## Educación

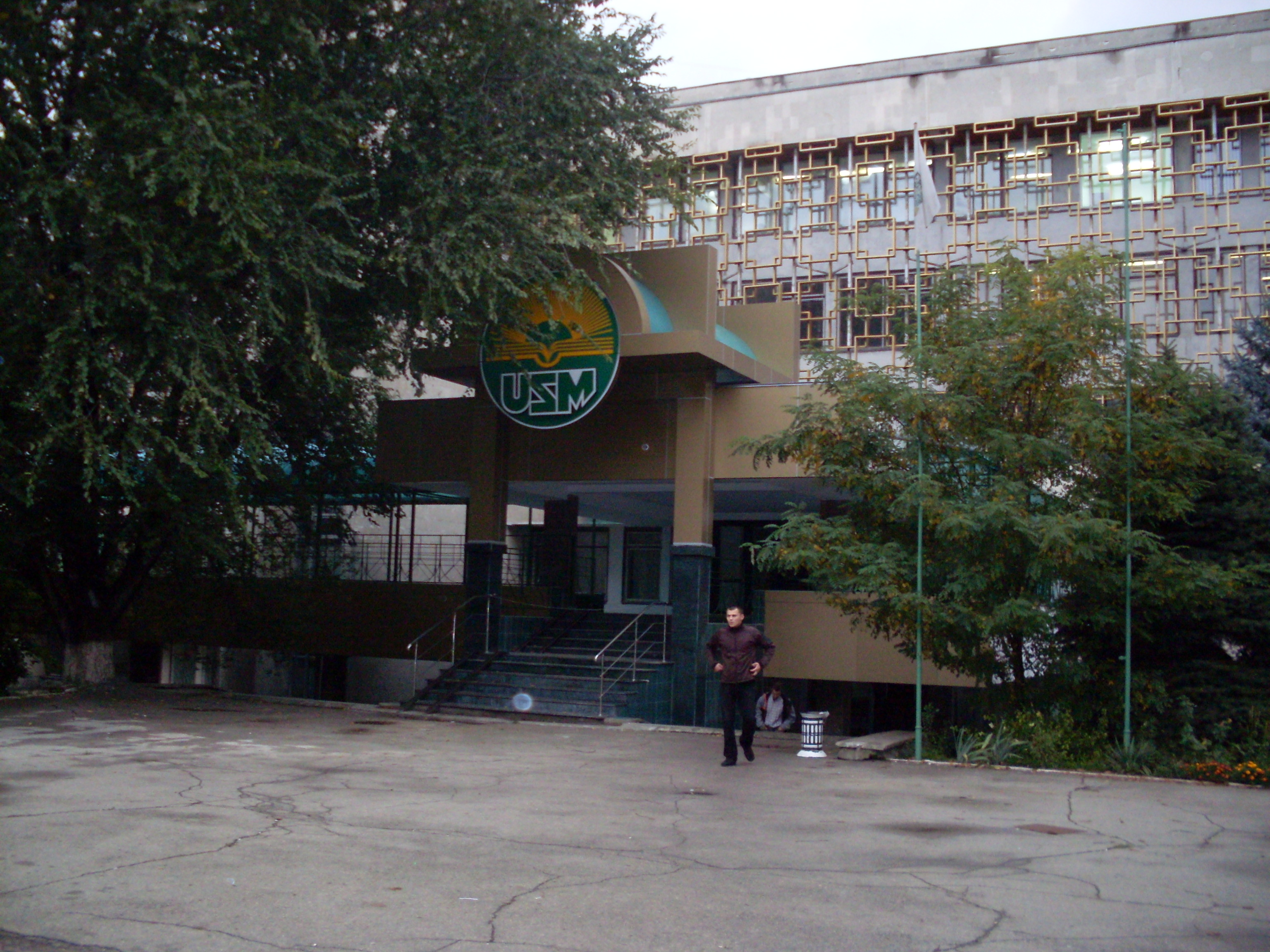
Universidad Estatal de Moldavia en Chisináu.

En la ciudad existen treinta y seis universidades y cinco institutos públicos, además de la Academia de Ciencias de Moldavia y la Universidad Estatal de Moldavia.
A finales de 2005 Chisináu contaba con 146 instituciones educativas preescolares, que asisten a más de 25 000 niños. Además, hay 158 instituciones preuniversitarias o de educación secundaria, donde estudiaron más de 96 000 jóvenes repartidos en 60 escuelas de secundaria, 40 escuelas medias, 19 gymnasium, 15 escuelas, 14 jardines de infancia, siete de primaria y tres escuelas nocturnas especiales, así como 27 centros no escolares (entre los que se incluyen escuelas deportivas y creativas). El consumo anual por alumno en 2005 fue de 1256 lei (en 2006 esta cifra había aumentado en 300 lei).

## Ciudades hermanadas
Chisináu está hermanada con las siguientes localidades:
| - Grenoble (Francia, 1977) - Kingston Upon Hull (Reino Unido, 1982) - Reggio Emilia (Italia, 1989) - Mannheim (Alemania, 1989) - Odesa (Ucrania, 1994) | - Bucarest (Rumania, 1999) - Kiev (Ucrania, 1999) - Ereván (Armenia, 2000) - Minsk (Bielorrusia, 2000) - Tel Aviv (Israel, 2000) | - Ankara (Turquía, 2004) - Iași (Rumania, 2008) - Tiflis (Georgia, 2011) - Alba Iulia (Rumania, 2011) - Sacramento (Estados Unidos, 1990) |